# Youssoumba
 (août 2014).
Si vous disposez d'ouvrages ou d'articles de référence ou si vous connaissez des sites web de qualité traitant du thème abordé ici, merci de compléter l'article en donnant les références utiles à sa vérifiabilité et en les liant à la section « Notes et références ».
Genres dérivés
Zouglou, coupé-décalé
Le youssoumba est un des principaux genres musicaux ivoiriens, originaire du Sud de la Côte d'Ivoire.

## Origine
Ce style musical est issu des chansons populaires et autres animations de village des peuples lagunaires. C'est toutefois dans les années 90 que le groupe Aboutou Roots le fait connaître sur la scène musicale ivoirienne et ouest-africaine, et en fait un genre complet qu'il baptise « youssoumba ».
Originellement, il se pratique avec un tambour, une bouteille et des voix harmonisées qui reprennent en chœur les partitions du lead vocal. Mais aussi bien dans ses versions traditionnelles que modernisées, le youssoumba est un genre très animé et dansant. C'est la danse du mapouka qui lui est associée et dont le terme est parfois utilisé pour désigner le Youssoumba.
Sa connotation sonore typiquement lagunaire et ses rythmes entraînants en ont fait un genre très dansant et populaire en Côte d'Ivoire. Le groupe Nigui Saff K-Dance (Dr Pitté, Apko...) a reçu un Kora Awards en 1999 dans la catégorie « meilleur groupe africain de musique moderne d'inspiration traditionnelle ». La danse du Mapouka qui a enflammé la Côte d'Ivoire à l'aube des années 2000 est d'ailleurs originaire du même petit village ahizi de Nigui Saff dont le groupe vient. De nombreux autres groupes se sont emparés de ce genre autour des années 2000 dont À nous les petits (Gnon Srothan ou Amandiallo) qui ont fait un come back en 2017, les Tueuses de Mapouka (Ahou), les Kebess (Afroke), sans oublier le groupe phare Les Youlés (Sabina, Tout petit, Esmel...) qui se sont cependant disloqués au début des années 2000, tandis que le chanteur principal, Bonigo s'est lancé en solo en 2020.
Pour le groupe À nous les petits, « C'est à travers le youssoumba que le zouglou et le coupé-décalé ont été créés. »

## Artistes et groupes populaires
Les principaux artistes pratiquant ce genre musical sont :
- Aboutou Roots
- Nigui Saff K-Dance
- Les Youlés
- À nous les petits
- Ben Chico
- Tino de Paris
- Accapelo
- Beba roots
- Les walès
- Les roujeos
- Les bons génies